# Наветный, Сергей Владимирович
Серге́й Влади́мирович Наве́тный (29 октября 1965, Бобруйск, Могилёвская область, Белорусская ССР, СССР) — советский и российский рок-музыкант, барабанщик.

## Биография
В шестнадцать лет впервые сел за барабаны; позднее освоил и другие инструменты. Летом 1982 года приехал в Ленинград, где поступил в Ленинградский институт инженеров железнодорожного транспорта. В то время в ЛИИЖТе сложилась активная музыкальная сцена (откуда вышел целый ряд будущих рок и поп-звёзд, включая участников таких групп как «Алиса» и «Форум»).
Осенью 1983 года Наветный познакомился с группой «Джонатан Ливингстон», игравшую свинг. Первые серьёзные уроки барабанов ему преподал лидер группы, барабанщик Игорь Голубев, а чуть позже за образование взялся гитарист Владимир Ермаков. К зиме Ермаков расстался с группой, переехал в Песочный, и в начале 1984 года пригласил Наветного в собранную им новую группу «Путник», которая через год прекратила существование, так и не выйдя на сцену.
Весной 1987 года Наветный был приглашён заменить заболевшего барабанщика в группе «Луна», а в мае получил от Славы Задерия приглашение в группу «Нате!». После распада «Нате!» в 1989 году Наветный сотрудничал с одесской группой «Кошкин Дом». В мае 1990 основал группу Стиль & Стюарты Копленды, просуществовавшую до 1995 года, играл с группами «Петля Нестерова», «Камикадзе» и «Колыбель». В мае 1996 года Наветный вышел на сцену с группой «Настя», с которой выступил на фестивале «Наполним небо добротой», проведённом Театром DDT на стадионе Петровский. Отработал с коллективом «Настя» чуть меньше полутора лет, а в сентябре 1998 года стал участником группы «Сплин». К этому времени его интересы всё больше смещались в сторону электроники, студийного манипулирования и звукорежиссуры. Если на первом альбоме Наветного в составе группы «Сплин» «Альтависта» (1999) он отвечал исключительно за ритм-секцию, то ко времени второй студийной работы «25-й кадр» (2001) он стал её саунд-продюсером.
Летом 2000 года компания «КапКан» выпустила его альбом экспериментальной электронной музыки «Несколько разных картинок», выпущенного под псевдонимом «НАВА».
Наветный работал со «Сплином» до ноября 2004 года. В 2006—2009 годах играл в группе «Эдипов комплекс» по приглашению лидера группы Яна Николенко, с которым вместе играл в «Сплине». В течение 2009 года Наветный исполнял обязанности арт-директора вечерних концертов клуба «Зал ожидания». Позже стал работать над различными музыкальными проектами в собственной студии звукозаписи «Интерзвук» в качестве звукорежиссёра и продюсера.